# Palpada distinguenda
Palpada distinguenda là một loài ruồi trong họ Ruồi giả ong (Syrphidae). Loài này được Wiedemann mô tả khoa học đầu tiên năm 1830. Palpada distinguenda phân bố ở vùng Tân Nhiệt đới